# 서더크 대성당

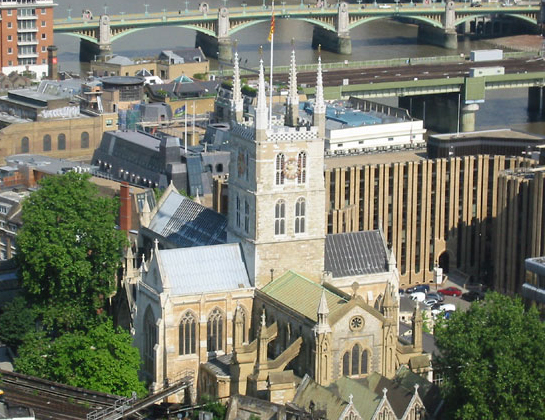
서더크 대성당

서더크 대성당(Southwark Cathedral)는 런던 서더크에 있는 대성당이다.

## 같이 보기
- 세인트폴 대성당
- 잉글랜드 국교회